# ニコラス・ステファネッリ
ニコラス・マルセロ・ステファネッリ（Nicolás Marcelo Stefanelli、1994年11月22日 - ）は、アルゼンチン・キルメス出身のサッカー選手。インテル・マイアミCF所属。ポジションはフォワード。

## クラブ経歴
2017年7月1日、AIKソルナと3年契約を結んだ。同年10月1日にはIFエルフスボリ相手にハットトリックを決めた 。
2019年1月18日、キプロス・ファーストディビジョンのアノルトシス・ファマグスタにハーフシーズンの契約でレンタル移籍した。
2021年2月28日、AIKに復帰した。
2023年1月5日、インテル・マイアミCFに2年契約で移籍した。